# Waitakere City Football Club
Le Waitakere City Football Club est un club néo-zélandais de football basé à Waitakere et fondé en 1989.

## Historique
- 1989 : fondation du club
- 1991 : absorption de Massey AFC (fondé en 1976)

## Palmarès
- Championnat de Nouvelle-Zélande
  - Champion : 1990, 1992, 1995, 1996, 1997

- Coupe de Nouvelle-Zélande
  - Vainqueur : 1994, 1995, 1996
  - Finaliste : 1999, 2004, 2014